# Parafia Najświętszej Maryi Panny Wniebowziętej w Kąclowej
Parafia Najświętszej Maryi Panny Wniebowziętej w Kąclowej – parafia rzymskokatolicka, znajdująca się w diecezji tarnowskiej, w dekanacie Grybów.